# Brookfield (Illinois)
Brookfield – wieś w Stanach Zjednoczonych, w stanie Illinois, w hrabstwie Cook.